# Hélène Frédérick
Hélène Frédérick, née en 1976 à Saint-Ours, en Montérégie, est une écrivaine québécoise, vivant et travaillant à Paris.

## Biographie
Après des études de lettres, à l'Université Laval, Hélène Frédérick travaille pour des librairies indépendantes et à la diffusion livres du Réseau Art Actuel Québec. Elle a participé à plusieurs manifestations culturelles à Québec et à Montréal, ainsi qu'à des revues littéraires comme Le Quartanier et Le matricule des anges à titre de critique littéraire.
Installée en France depuis 2006, elle collabore à plusieurs revues littéraires et signe des fictions radiophoniques pour France Culture et France Inter.
De 2007 à 2015, elle publie occasionnellement des chroniques dans le journal culturel Le Bathyscaphe.
Elle publie son premier roman La Poupée de Kokoschka, en 2010 chez les éditions Verticales. Monique Pétillon parle d'un « premier roman fort et troublant, qui mêle la précision de l'enquête à l'élaboration d'une fiction originale ». Pour Chloé Brendlé, « ce qui est au cœur du livre, c'est autant l'obscur objet du désir que l'avènement du sujet du désir. »
Hélène Frédérick habite Paris, mais entretient un lien très fort avec son Québec natal. À ce propos, Thomas Dupont-Buist écrit : « cette autrice colonise l'imaginaire français avec un souci chirurgical du style et de la forme. »

## Œuvre

### Romans
- La poupée de Kokoschka, Paris, Éditions Verticales, 2010, 219 p.  (ISBN 9782070127818)
  - réédition, Montréal, Éditions Héliotrope, coll. « Série P », 2014, 221 p.  (ISBN 9782923975313)
- Forêt contraire, Paris, Éditions Verticales, 2014, 159 p.  (ISBN 9782070143894)
  - réédition, Montréal, Éditions Héliotrope, coll. « Série P », 2015, 163 p.  (ISBN 9782923975481)
- La nuit sauve, Paris, Éditions Verticales, 2019, 177 p.  (ISBN 9782072822872)
  - réédition, Montréal, Éditions Héliotrope, coll. « Série P » 2020, 175 p.  (ISBN 9782924666951)

### Poésie
- Plans sauvages, Montréal, L'Oie de Cravan, 2016, 54 p.  (ISBN 9782924652039)
- Une grande maison cette nuit avec beaucoup de temps pour discuter, Montréal, L'Oie de Cravan, 2021, n.p.  (ISBN 9782924652404)
- Charleston 1974, Montréal, L'Oie de Cravan, 2024, 68 p.  (ISBN 9782924652558)

### Collectifs
- « L'Enjambée », dans Pierre Ouellet (dir.), L'Emportement : exaltation et irritation dans la parole littéraire, Montréal, VLB éditeur, 2012, 369 p.  (ISBN 9782896494118)
- « De l'autre côté », dans Pierre Ouellet (dir.), L'Emportement : exaltation et irritation dans la parole littéraire, Montréal, VLB éditeur, 2012, 369 p.  (ISBN 9782896494118)

### Textes en revues
- « Forêt contraire », Les Écrits, n°132, 2011, p. 67-76.
- « Survivances de l’ombre », Les Écrits, n°139, 2013, p. 65-70.
- « Un point, une piqûre », La Nouvelle Revue française, (p. 111-116), n° 608, avril 2014.  (ISBN 978-2070145270)

### Radio
- « Une Poupée de quoi? », documentaire de Mariannick Bellot et Angélique Tibau[8], avec Nathalie Richard, autour de « La Poupée de Kokoscka »

## Prix et honneurs
2014 : Finaliste au Prix des libraires du Québec (pour Forêt contraire)